# آئرونکا ۵۰
آئرونکا ۵۰ (به انگلیسی: Aeronca_50_Chief) یک هواگرد ملخ‌پیشین تک‌موتوره از نوع ترابری غیرنظامی ساخت شرکت Aeronca است. هواگرد آئرونکا ۵۰ نخستین پروازش را در ۱۹۳۸ میلادی انجام داد.